# Грон (Мичиген)
Грон (енгл. Grawn) насељено је место без административног статуса у америчкој савезној држави Мичиген.

## Демографија
По попису из 2010. године број становника је 772.
| Група             | 2000.    | 2010.       |
| Белци             | 0 (0,0%) | 681 (88,2%) |
| Афроамериканци    | 0 (0,0%) | 4 (0,5%)    |
| Азијати           | 0 (0,0%) | 3 (0,4%)    |
| Хиспаноамериканци | 0 (0,0%) | 44 (5,7%)   |
| Укупно            | 0        | 772         |